# 24cz (televizní stanice)
24cz byl název českého parlamentního kanálu vysílajícího prostřednictvím kabelových sítí, satelitu a přechodného DVB-T Multiplexu B (v roce 2008 přejmenovaný na Multiplex 3) v Praze. Provozovatelem kanálu byla společnost Region Media s.r.o.. Pravidelné vysílání bylo spuštěno 17. listopadu 2004 a provoz stanice z finančních důvodů přerušen 27. srpna 2007. Vysílání již nebylo obnoveno.

## Historie

### Začátek vysílání (2004)
Zkušební vysílání parlamentního kanálu 24cz bylo spuštěno 31. října 2004, pravidelné vysílání symbolicky na Den boje studentů za demokracii 17. listopadu 2004. Původní projekt předpokládal financování z koncesionářských poplatků, to se ale nepodařilo prosadit.
Dne 30. října 2004 bylo zahájeno vysílání přes satelitní systémy Astra 2C (19.2°E) a Eutelsat 28A (28.2°E). Vysílání na pozici 28.2° východně bylo 6. listopadu téhož roku odpojeno.

### Nové pořady a spor s Českou televizí (2005)
Většinový vlastník společnosti Region Media s.r.o., Leoš Pohl, prodal třetinový podíl společnosti Espanta. Televize tak získala nového investora.
Zástupci televize se Senátem podepsali 24. dubna 2005 smlouvu umožňující odvysílání přímých přenosů. Již dříve byla obdobná smlouva podepsána také s Parlamentem ČR.
V úterý 3. května 2005 spustil provozovatel na svých webových stránkách online vysílání.
Ve středu 1. června 2005 měl premiéru pořad s Jiřím Paroubkem. Provozovatel nově také připravoval pořady s dalšími politiky, konkrétně pořad Očima předsedy Senátu s Přemyslem Sobotkou a jiný podobný pořad s předsedou Poslanecké sněmovny PČR Lubomírem Zaorálkem. Tyto pořady měly velice podobný formát, ve všech odpovídali na otázky diváků, popisovali aktuální dění v politice a přibližovali svou práci.
V říjnu 2005 prošla televize řadou grafických úprav. Obraz byl rozšířen na celou obrazovku, spodní část doplněna o zpravodajskou lištu s informacemi o událostech, a pořady byly představeny s novými znělkami.
Dne 14. října 2005 bylo vysílání stanice na satelitním systému Astra 2C (19.2°E) odpojeno. K obnově satelitního vysílání došlo až 22. března 2006.
Společnost Region Media s.r.o. podala 16. listopadu 2005 určovací žalobu na Českou televizi kvůli zaměnitelnému názvu a logu se stanicí ČT 24. Podle vyjádření zástupců televize ČT 24 klame svým názvem veřejnost i obchodní partnery. Obě strany se na mimosoudním řešení sporu nedohodly. Česká televize uvedla, že nechápe proč Region Media s.r.o. řeší tuto situaci sedm měsíců po spuštění zpravodajského kanálu ČT 24 a u nepříslušného soudu. Požadavek na vymazání ochranné známky ČT 24 se před patentovým úřadem obhájit nepodařilo.
O Vánocích roku 2005 byl ve třech reprízách uveden dokumentární film Radima Špačka a Davida Čálka o událostech okolo krize v České televizi, který Česká televize odmítla odvysílat. Film se údajně líbil také šéfovi akvizic České televize Janu Rubešovi i jeho nástupci Václavu Kvasničkovi. K celé situaci se ale nechtěl dál vracet.
Na Silvestra, deset minut před půlnocí, odvysílala 24cz novoroční projev Jiřího Paroubka. Ten zhodnotil českou politiku ve vztahu k Evropské unii a oslovil diváky s vizí pro nadcházející rok.

### Nová strategie a rozšíření dostupnosti kanálu (2006)
Generální ředitel a tehdejší stoprocentní vlastník stanice Jan Fulín 2. ledna 2006 představil vývoj televize a sdělil, že by byl rád, kdyby se z 24cz stala politicko-ekonomická stanice s širším tematickým záběrem. Televize už nyní vysílala 10 vlastních magazínů a také koupila práva na pořad s Jiřím Paroubkem. Do budoucna televize počítala s placenou službou Video on demand.
Začátkem roku byla zahájena spolupráce s deníky 24 hodin a Parlamentní listy, které začaly uveřejňovat politické sloupky a výtahy z diskusních pořadů.
V lednu 2006 bylo spuštěno vysílání parlamentní televize 24cz prostřednictvím experimentálního DVB-T Multiplexu B (dnešní Multiplex 3) na 46. kanále. Provozovatel multiplexu, společnost Czech Digital Group, měla zprvu problémy přenášet dostatečně silný signál pokrývající Prahu. Tento problém se podařilo ke konci roku vyřešit.
Televizní pořad Eurofórum s Pavlem Teličkou, komentující aktuální dění a život obyvatel v Evropské unii, změnil periodicitu a začal být vysílán pravidelně každé pondělí. Ředitel stanice měl ambice, aby se pořad stal nejsledovanějším na televizi 24cz.
V květnu byly spuštěny wapové stránky a vysílání televize 24cz v mobilních telefonech. Přenos dat byl zpoplatněn podle tarifu jednotlivých mobilních operátorů.
V polovině roku došlo ke změně satelitního systému. Televize přešla ze satelitního systému Astra 2C na nový satelitní systém Astra 1 KR. Družice Astra 2C byla následně přesunuta na jinou geostracionární pozici. Paralelní vysílání na původní družici Astra 2C bylo na Vánoce odpojeno.
Stanice se 26. listopadu 2006 dohodla s druhou českou vicemiss 2006 Barborou Kolářovou na moderování nového pořadu věnovaného módním trendům doma i v zahraničí. Pořad, který se měl objevit o Vánocích téhož roku, měl hodnotit také oblékání předních českých politiků.
O čtyři dny později se televize obdobně dohodla s bývalou moderátorkou televize Prima Štěpánkou Duchkovou. Ta měla od 6. prosince 2006 alternovat Antonína Zelenku v diskusním pořadu Studio 24.

### Prodej televize Miloši Červenkovi a ukončení vysílání (2007)
Začátkem roku 2007 podnikatel Miloš Červenka, zapletený v roce 2006 do korupční aféry Biolíh a kauzy podivných prodejů lukrativních pozemků v Praze, odkoupil prostřednictvím své společnosti Atrident většinový podíl ve společnosti Espanta od bývalého generálního ředitele Jana Fulína. Ten ji odkoupil od zakladatelů stanice Leoše Pohla (mj. bývalý programový ředitel filmového kanálu Cable Plus Film a vlastník stanic CS Film, CS mini a Horor Film) a Martina Müllera. Espanta byla třetinovým vlastníkem provozovatele Region Media s.r.o.. Důvodem nákupu stanice bylo podle Červenky ziskání politického vlivu. Transakce za několik desítek milionů korun obsahovala také splacení dluhů televize ve výši 20 milionů korun .
Nový vlastník stanice Miloš Červenka chystal investice a zažádal Radu pro rozhlasové a televizní vysílání o licenci na další televizní kanál s názvem 24 Plus. Ta měla původní kanál 24cz nahradit.
V březnu zařadila německá kabelová televize Kabel Deutschland televizní stanici 24cz do své nabídky. Kabel Deutschland nabízela svým klientům takzvané jazykové balíčky určené zpravidla pro cizince žijící v Německu. Ve stejný měsíc bylo rozšířeno vysílání z 23 na 24 hodin denně.
Dne 31. května 2007 24cz odvysílala reprízu záznamu konference DigiMedia 2007, která proběhla 17. května v budově České televize. Premiéra pořadu byla odvysílána 31. května v 16:35 hodin.
V pondělí 27. srpna 2007 bylo vysílání televize přerušeno. Vysílal se pouze monoskop. Společnost SAT Plus s.r.o., která smluvně zajišťovala vysílání televizního kanálu, byla připravena obnovit vysílání teprve po zaplacení pohledávek ze strany Region Media s.r.o.. Na majetek provozovatele byla uvalena exekuce a veškeré účty byly zmraženy. S obnovou vysílání se počítalo 1. října 2007, projekt televize 24 Plus byl odložen. Společnost SAT Plus s.r.o. mimo jiné provozuje, nebo provozovala, televizní stanice UPC Express, Fun1, Fun2 a rádio Fun One Station. Pro zahraniční klienty vysílala také 24 pay per view kanálů.
Společnost PPF Investments v srpnu 2007 iniciovala exekuci na majetek majitele stanice Miloše Červenky pro nesplacení půjčky. Ta se vzápětí dostala do platební neschopnosti. Exekuce ještě nenabyla právní moci, ale již znemožnila pokračování vysílání parlamentního kanálu, jehož vysílání bylo k 1. září 2007 přerušeno. Generální ředitel Daniel Častvaj oznámil, že vysílání již neobnoví a propustí své zaměstnance (6 zaměstnanců a externích spolupracovníků) ve firmě Region Media s.r.o..
Majitel stanice Miloš Červenka si licenci chtěl ponechat pro nový zpravodajský kanál 24 Plus, který se měl více zaměřit na domácí a zahraniční zpravodajství. Množství politických pořadů mělo být redukováno.

## Generální ředitelé
- 2004–2007 Jan Fulín
- 2007 Daniel Častvaj

## Moderátoři
- Alena Maršálková
- Antonín Zelenka
- Barbora Kolářová
- Hana Vítková
- Milan Řepka
- Štěpánka Duchková

## TV pořady
- 24 minut s...
Diskusní pořad, ve kterém moderátor zpovídal známé osobnosti podnikatelské, politické i společenské sféry. Pořad byl vysílán každý všední den od 20 hodin. Pondělní vysílání pořadu moderovala Hana Vítková, v úterý bývalý mluvčí ministerstva spravedlnosti a Paroubkův poradce Petr Dimun, ve středu Antonín Zelenka.
- Aktuální události
- Burzovní týden
Analýzy, rozbory burzovního trhu a události na burze. Pořad byl vyráběn ve spolupráci s Burzou cenných papírů Praha a moderovaný Milanem Řepkou.
- Ďáblické memento
- Duel
- Economia OnLine
- Eurofórum
Aktuální témata Evropské unie rozebíral moderátor Milan Řepka s bývalým eurokomisařem Pavlem Teličkou. Pořad byl vysílán každé sudé pondělí od 20:00 hodin, reprízován byl téhož dne od 23:00 hodin.
- Euromagazín
- Euromozaika
Cyklus reportáží a krátkých dokumentárních filmů z Evropské unie na témata: životního prostředí, energie a doprava, vzdělání a kultura, zemědělství, právo, komunikace, vnější vztahy a rozšiřování Evropské unie.
- Férovka
Politická satira s DJ Uwem a DJ Lucasem.
- Fórum stínových ministrů
Předvolební čtrnáctideník se stínovými ministry parlamentních a neparlamentních politických stran, ve kterém politici odpovídali na otázky z publika a představovali svůj volební program. Pořad byl vysílán v premiéře každý lichý pátek od 21:00, repríza v sobotu v 10:00 a neděli ve 20:30.
- Horká půda
- Hradní glosy
Čtrnáctideník moderovaný Antonínem Zelenkou a připravovaný ve spolupráci s Kanceláři prezidenta republiky, ve kterém Ladislav Jakl odpovídal na dotazy diváků a popisoval práci Kanceláře prezidenta republiky. Premiéra pořadu byla vysílána v pondělí ve 20:00, repríza ve stejný den od 23:00 hodin.
- Na rovinu
Čtrnáctideník moderovaný Alenou Maršálkovou s pravidelným hostem, předsedou ODS, Mirkem Topolánkem, reagovali na aktuální politická témata a odpovídali na dotazy diváků. Pořad byl vysílán každé sudé úterý od 20:00 hodin.
- Očima předsedy Senátu
Čtrnáctideník moderovaný předsedou Senátu PČR Přemyslem Sobotkou, ve kterém představoval práci Senátu a odpovídal na dotazy diváků. Premiéra byla vysílána každý lichý čtvrtek ve 20:00 a repríza tentýž den ve 23:00 hodin.
- Očima předsedy Sněmovny
Čtrnáctideník moderovaný Hanou Vítkovou představoval práci Poslanecké sněmovny PČR a představoval aktuální dění na domácí a zahraniční politické scéně. Na dotazy diváků odpovídal předseda Poslanecké sněmovny PČR Lubomír Zaorálek. Pořad byl vysílán v premiéře každý sudý čtvrtek ve 20:00 hodin.
- Pod lupou
K aktuálnímu politickému dění se v tomto pořadu vyjadřoval a na dotazy diváků odpovídal předseda KDU-ČSL Miroslav Kalousek. Pořad byl moderovaný Antonínem Zelenkou a vysílán s čtrnáctidenní periodicitou v premiéře každý sudý pátek.
- Práce a zákony
Publicistický pořad vysílaný jednou za čtrnáct dní, vyráběn ve spolupráci s Českomoravskou konfederací odborových svazů, seznamoval diváky s problematikou pracovně-právních vztahů. Informace poskytovali právníci, zástupci odborů a zaměstnavatelů.
- Profily
Rozhovory s politiky a významnými osobnostmi o aktuálním dění, životě a profesi
- Ptejte se svého premiéra
Čtrnáctideník vysílaný s Jiřím Paroubkem každý sudý čtvrtek ve 20 hodin.
- Rozhovory s poslanci
Aktuální rozhovory s poslanci k projednávaným zákonům v průběhu jednání Poslanecké sněmovny PČR
- Studio 24
Diskusní pořad se dvěma hosty na politická, ekonomická a společensko-kulturní témata. Pořad byl vysílán jednou týdně v premiéře ve středu od 20:00 hodin, repríza v sobotu a neděli od 18:00. Moderátorem pořadu byl Antonín Zelenka a od 6. prosince 2007 také Štěpánka Duchková.
- Události v Senátu
- Události z regionů
- Zprávy z regionů
Připravovaný zpravodajský blok o délce 20 minut vysílaný každý všední den ráno a večer.

## Politici, kteří měli vlastní TV pořad
- Jiří Paroubek
- Lubomír Zaorálek
- Mirek Topolánek
- Pavel Telička
- Přemysl Sobotka

## Dostupnost

### Satelitní vysílání
| Družice               | Frekvence (GHz), SR, FEC | Platforma         | Kódování                 | Vysílací čas (SEČ) | Poznámka                                                                                              |
| --------------------- | ------------------------ | ----------------- | ------------------------ | ------------------ | --- |
| Astra 2C (19.2°E)     | 10.832/H, 22000 5/6      | UPC Direct        | nekódovaně               | 24 hodin           | od 30. října 2004 do 14. října 2005 od 15. října 2005 do 22. března 2006                              |
| Eutelsat 28A (28.2°E) | 12.607/H, 27500 3/4      | Czech Link        | nekódovaně               | 24 hodin           | od 30. října 2004 do 6. listopadu 2004                                                                |
| Astra 1KR (19.2°E)    | 10.832/H, 22000 5/6      | Astra             | nekódovaně               | 24 hodin           | od 22. června 2006 do 27. srpna 2007                                                                  |
| Astra 3A (23.5°E)     | 12.725/V, 27500 9/10     | Kabel Deutschland | Betacrypt, Nagravision 2 | 24 hodin           | Distribuční trasa pro německou kabelovou televizi Kabel Deutschland. Od května 2007 do 29. srpna 2007 |

### Kabelová televize
Níže je uveden seznam kabelových sítí, ve kterých byl nabízen program 24cz .

#### Česko
- Karneval Media
- UPC Česká republika